# Carlo Tito Dalbono

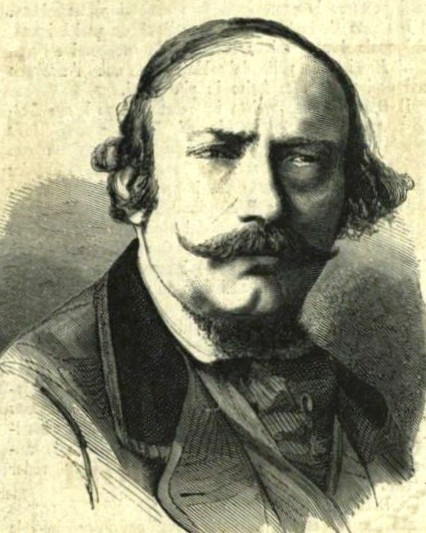
Carlo Tito Dalbono

Carlo Tito Dalbono (Napoli, 2 gennaio 1817 – Napoli, 2 novembre 1880) è stato uno storico, romanziere e critico d'arte italiano.

## Biografia
Suo padre, Paolo, che discendeva da una famiglia agiata, originaria di Bologna, col tempo decaduta, lavorò prima come fabbro, per poi iniziare dal basso una carriera nelle Poste del Regno di Napoli. La madre, Adelaide Lucangeli, era un'arcade, il fratello maggiore, Cesare, un valente letterato.
Carlo Tito fu affascinato precocemente dagli aspetti mitici e leggendari delle tradizioni popolari, tanto da trasfonderli in racconti giovanili, che, come nel caso della sua prima opera, La vergine del castello (1832), ristampata sei volte, ottennero un discreto successo editoriale.
Trasferitosi nel 1834 a Roma, frequentò la facoltà di giurisprudenza, si dedicò alla pittura e collaborò, sia come giornalista, sia come critico d'arte, a numerose riviste. A questo periodo risale il primo dei tre volumi della raccolta di novelle Narratore italiano, tradotta in più lingue. Nel 1837, prima di ritornare a Napoli, dove sarebbe stato nominato ispettore della navigazione, sposò la poetessa Virginia Garelli, da cui ebbe cinque figli. Di questi, tuttavia, raggiunse la maggior età soltanto Eduardo, che conobbe una certa fama come pittore.
Tra il 1841 e il 1843 pubblicò, in tre volumi, Le tradizioni popolari spiegate con la storia e gli edifici del tempo, in cui le storie e leggende popolari del napoletano rappresentano il mezzo per dar spunto a rievocazioni in cui il tono romanzesco-fantasioso prevaleva sulla fondatezza storica delle vicende.
Liberale, seppur moderato, una volta perso il lavoro in seguito ai moti del 1848, Carlo Tito si dedicò principalmente alla letteratura, compiendo una serie di viaggi, anche all'estero, che si sarebbero rivelati gravidi di esperienze e ispiratori di amicizie di un certo interesse. In Inghilterra, ad esempio, conobbe Walter Scott, al quale avrebbe poi fatto da guida a Napoli, allorché lo scrittore anglosassone vi si recò per le ricerche su Masaniello.
In particolare, dall'inizio degli anni sessanta si occupò di guide e scritti a carattere storico-artistico, fra i quali Roma antica e moderna (1864), la Nuova Guida di Napoli (1876) e Ritorni sull'arte antica napoletana (1878). Ma va anche ricordato che nel 1864 pubblicò, per primo, gli atti del processo contro Beatrice Cenci.
Nel 1871 pubblicò un'opera articolata e minuziosa sul pittore barocco. "𝘔𝘢𝘴𝘴𝘪𝘮𝘰 𝘚𝘵𝘢𝘯𝘻𝘪𝘰𝘯𝘦. 𝘐 𝘴𝘶𝘰𝘪 𝘵𝘦𝘮𝘱𝘪 𝘦 𝘭𝘢 𝘴𝘶𝘢 𝘴𝘤𝘶𝘰𝘭𝘢". Nel Settecento, fu il pittore Onofrio Giannone per primo a interessarsi del luogo della nascita dello Stanzione. Egli parla di due tradizioni e dice che "[...] alcuni vogliono che nacque a Fratta [Frattamaggiore], altri verosimilmente in Orte [Orta di Atella], casale di Napoli". (Morisani 1941 p.108)
Tra i sostenitori di Frattamaggiore rientra lo storico Carlo Tito Dalbono, scrittore e autore tra l'altro della seconda biografia dell'artista napoletano dopo quella del De Dominici, (di cui quest'ultimo non fece cenno nelle sue "𝘝𝘪𝘵𝘦 𝘥𝘦' 𝘱𝘪𝘵𝘵𝘰𝘳𝘪 𝘴𝘤𝘶𝘭𝘵𝘰𝘳𝘪.." del luogo di nascita del pittore). 
Dalbono afferma che Massimo Stanzione "𝑁𝑎𝑐𝑞𝑢𝑒 𝑠𝑒𝑐𝑜𝑛𝑑𝑜 𝑙𝑒 𝑚𝑖𝑔𝑙𝑖𝑜𝑟𝑖 𝑐𝑜𝑛𝑔𝑒𝑡𝑡𝑢𝑟𝑒 𝑎 𝐹𝑟𝑎𝑡𝑡𝑎, 𝑠𝑒𝑏𝑏𝑒𝑛𝑒 𝑞𝑢𝑒𝑠𝑡𝑎 𝑓𝑎𝑚𝑖𝑔𝑙𝑖𝑎 𝑓𝑜𝑠𝑠𝑒 𝑝𝑢𝑟 𝑛𝑎𝑡𝑎 𝑎𝑑 𝐴𝑣𝑒𝑟𝑠𝑎".
Come critico d'arte aveva una non comune sensibilità per i valori, della pittura, che lo induceva a dare giudizi estetici, talvolta discutibili, ma sempre precisi e penetranti. Interessato alla pittura del sec. XVII, era attratto dal naturalismo, ma nella versione classicista, appunto, di Massimo Stanzione. Fra i caravaggeschi da molto risalto a Giuseppe Ribera che considera "pensatore ed esecutore" in contrapposizione a Caravaggio.
Mori in quel di Napoli il 2 novembre del 1880.

## Opere

### Drammi
- Ruggiero di Sangineto ovvero gli angioini e gli aragonesi. Dramma in tre atti, Tip. Seguin, Napoli 1844.
- Le sorelle: romanze e ballate, Parigi 1845.
- Lo Spagnoletto ovvero Gli artisti rivali. Dramma storico in quattro atti, Stamp. De Angelis, Napoli 1872.
- Annella di Massimo. Commedia storica in quattro atti, Stamp. De Angelis, Napoli 1875.

### Guide e scritti d'arte
- Roma. Memorie e frammenti, Nobile, Napoli 1839.
- Bizzarrie e passioni di artisti, Stab. tipografico, Napoli 1855.
- Pareri sulle opere di Belle Arti esposte nella Mostra del 1855, Stab. Panini, Napoli 1856.
- Ultima mostra di Belle Arti in Napoli, Tip. dei Classici Italiani, Napoli 1859.
- Storia della pittura in Napoli ed in Sicilia dalla fine del 1600 a noi, Gargiulo, Napoli 1859.
- Roma antica e moderna. Memorie e frammenti, Rondinella, Napoli 1864 (online).
- Sguardo artistico intorno alla quinta mostra della Promotrice napolitana, Tip. dei Classici Italiani, Napoli 1868 (II).
- Passeggiata artistica per le sale della sesta mostra promotrice, Tip. dei Classici Italiani, Napoli 1869.
- Massimo [Stanzione]. I suoi tempi e la sua scuola, Tip. S. Pietro a Majella, Napoli 1871.
- Nuova guida di Napoli e dintorni. Sistema misto, Morano, Napoli 1876.
- Ritorni sull'arte antica napoletana, Tip. de' classici italiani, Napoli 1878.

### Racconti, romanzi e novelle
- La vergine del castello. Novella, Stamp. del Fibreno, Napoli 1831.
- Arrigo e Guiscardo. Novella storica, Napoli 1834.
- Il narratore italiano, Puccinelli, Roma 1834.
- Il narratore, 2 voll., Tip. all'insegna di Tasso, Napoli 1838.
- Livia degli Annibaldi. Romanzo storico, Stamp. Gargiulo, Napoli 1859.
- Maria degli Uscocchi. Storia veneta, Tip. Fabbricatore, Napoli 1860.
- Storia di Beatrice Cenci e de' suoi tempi con documenti inediti, Nobile, Napoli 1864 (online).
- Italina. Memorie postume di una giovinetta, Stamp. de' classici italiani, Napoli 1868.
- Josafat. Memorie, Napoli 1872.
- Vizi e virtu d'illustri famiglie, Tip. dell'Industria, Napoli 1874.
- Giosafatte Talarico. Racconto, Tip. Ed. dell'Avvenire di Sardegna, Cagliari 1875.
- Climene da Pompeja. Racconto, Stabilimento Artistico-Letterario, Torino 1876.

### Varie
- Le tradizioni popolari spiegate con la storia e gli edifici del tempo, 3 voll., Tip. De Marco (poi Del Vecchio), Napoli 1841-1843 (online II ed. 1843).
- Idee principi e progressi della navigazione a vapore, Tip. Seguin, Napoli 1848.
- Dugento pagine, Tip. dei classici italiani, Napoli 1861 (online).